# لوییس ارنستو میشل
لوییس ارنستو میشل (انگلیسی: Luis Ernesto Michel؛ زادهٔ ۲۱ ژوئیهٔ ۱۹۷۹) یک بازیکن فوتبال اهل مکزیک است.
وی همچنین در تیم ملی فوتبال مکزیک بازی کرده‌است.